# Rhynchostegium piliferum
Rhynchostegium piliferum là một loài rêu trong họ Brachytheciaceae. Loài này được Hedw. De Not. mô tả khoa học đầu tiên năm 1867.